# Wortel (wiskunde)
In de wiskunde wordt met de wortel zowel de wortel van een getal als van een vergelijking aangeduid.

## Wortel uit een getal

### Vierkantswortel
De vierkantswortel, kort wortel, uit een positief getal {\displaystyle a} is het positieve getal waarvan het kwadraat gelijk is aan het getal {\displaystyle a}. Het symbool hiervoor is √. Het berekenen van een wortel heet worteltrekken. Het is een rekenkundige bewerking op een getal.
{\displaystyle {\sqrt {12\ }}} is te vereenvoudigen tot {\displaystyle 2{\sqrt {3\ }}}. Wortel 2, genoteerd als {\displaystyle {\sqrt {2\ }}}, wortel 3 als {\displaystyle {\sqrt {3\ }}} en wortel 5 als {\displaystyle {\sqrt {5\ }}} zijn niet verder te vereenvoudigen.
Gegeven een positief geheel getal {\displaystyle n}. Als {\displaystyle {\sqrt {n\ }}} een rationaal getal is, dan is {\displaystyle n} een kwadraat.
Geen enkele positieve, gehele macht van een vereenvoudigde breuk, dus geen enkele macht van een rationaal getal, dat geen geheel getal is, kan overigens gelijk aan een geheel getal zijn.

### Hogere-machtswortels
Er zijn ook wortels van een hogere macht uit een getal gedefinieerd. Een {\displaystyle n}-de-machtswortel uit een getal {\displaystyle a} is een getal {\displaystyle w} zo, dat
{\displaystyle w^{n}=a}
Voor de derdemachtswortel {\displaystyle w} uit een getal {\displaystyle a} is bijvoorbeeld {\displaystyle w^{3}=a}.
Als {\displaystyle n} even is spreekt men van een evenmachtswortel, is {\displaystyle n} oneven dan spreekt men van een onevenmachtswortel. Positieve reële getallen hebben twee tegengestelde evenmachtswortels en juist één positieve onevenmachtswortel. Negatieve reële getallen hebben, zolang er nog met reële getallen wordt gerekend, geen evenmachtswortel en juist één onevenmachtswortel, die negatief is. Men kan ook volgende notatie gebruiken voor de positieve {\displaystyle n}-de-machtswortel van een positief getal {\displaystyle a} of voor de onevenmachtswortel van een negatief getal {\displaystyle a}:
{\displaystyle {\sqrt[{n}]{a\ }}}
Dan is
{\displaystyle {\sqrt[{n}]{a\ }}=w\Leftrightarrow w^{n}=a}

### Voorbeelden
- De positieve tweedemachts- of vierkantswortel van 25 is 5, want 5 > 0 en 52 = 25, dit wordt genoteerd als {\displaystyle {\sqrt {25}}=5}.
- De negatieve tweedemachts- of vierkantswortel van 25 is −5, want −5 < 0 en (−5)2 = 25, dit wordt genoteerd als {\displaystyle -{\sqrt {25}}=-5}.
- De positieve vierdemachtswortel van 16 is 2, want 2 > 0 en 24 = 16. Dit wordt genoteerd als {\displaystyle {\sqrt[{4}]{16}}=2}.
- De derdemachtswortel van −8 is −2, want (−2)3 = −8. Dit wordt genoteerd als {\displaystyle {\sqrt[{3}]{-8\ }}=-2}.

### Breuken als exponent
Wortelvormen kunnen, op voorwaarde dat het grondtal {\displaystyle a} positief is, met gebroken exponenten worden genoteerd.
{\displaystyle {\sqrt {a\ }}=a^{\frac {1}{2}}}
Algemener, met {\displaystyle n\neq 0}:
{\displaystyle {\sqrt[{n}]{a^{m}\ }}=a^{\frac {m}{n}}}
en:
{\displaystyle a^{\frac {m}{n}}a^{\frac {p}{q}}=a^{{\frac {m}{n}}+{\frac {p}{q}}}}
{\displaystyle {\frac {a^{\frac {m}{n}}}{a^{\frac {p}{q}}}}=a^{{\frac {m}{n}}-{\frac {p}{q}}}}
{\displaystyle (a^{\frac {m}{n}})^{\frac {p}{q}}=a^{\frac {mp}{nq}}}

### Eigenschap
Voor alle {\displaystyle n}-de-machtswortels geldt:
{\displaystyle {\sqrt[{n}]{a}}\cdot {\sqrt[{n}]{b}}={\sqrt[{n}]{ab}}}
Immers:
{\displaystyle ({\sqrt[{n}]{a}}\cdot {\sqrt[{n}]{b}})^{n}=({\sqrt[{n}]{a}})^{n}({\sqrt[{n}]{b}})^{n}=ab}

## Wortel van een vergelijking
Een wortel van een vergelijking, waarin een functie gelijk aan 0 wordt gesteld, is hetzelfde als een nulpunt van die functie. Een wortel van een vergelijking is dus een waarde voor de onbekende, zodat de vergelijking een gelijkheid wordt. Het is dus een oplossing van de vergelijking.
Volgens de hoofdstelling van de algebra heeft een polynoom van de {\displaystyle n}-de graad {\displaystyle n} wortels in de complexe getallen. Zo heeft de vergelijking {\displaystyle x^{2}-25=0} de wortels +5 en −5. Wel kunnen sommige van die {\displaystyle n} wortels meervoudig zijn. Zo lijkt de vergelijking {\displaystyle x^{3}+x^{2}-x-1=0} slechts de wortels +1 en −1 te hebben, maar de vergelijking kan geschreven worden als {\displaystyle (x+1)(x+1)(x-1)=0}, waaruit blijkt dat de wortel −1 gezien kan worden als twee wortels met dezelfde waarde.
De wortels van de vergelijking {\displaystyle z^{4}+16=0} zijn {\displaystyle (1+i){\sqrt {2}},\ (-1+i){\sqrt {2}},\ -(1+i){\sqrt {2}}} en {\displaystyle (1-i){\sqrt {2}}}.
De wortels van een vierkantsvergelijking kunnen met de wortelformule worden bepaald of in duidelijker gevallen met de som-product-methode.

## Wortelvrij maken van de noemer van een breuk
Om wortelvormen weg te werken uit de noemer van een breuk, kunnen volgende formules nuttig zijn.
{\displaystyle {\sqrt {\frac {a}{b}}}={\frac {\sqrt {ab}}{|b|}}}
{\displaystyle {\frac {\sqrt {a}}{\sqrt {b}}}={\frac {\sqrt {ab}}{b}}}
{\displaystyle {\frac {a}{{\sqrt {b}}-{\sqrt {c}}}}={\frac {a({\sqrt {b}}+{\sqrt {c}})}{b-c}}}
{\displaystyle {\frac {a}{{\sqrt {b}}+{\sqrt {c}}}}={\frac {a({\sqrt {b}}-{\sqrt {c}})}{b-c}}}
{\displaystyle {\frac {a}{{\sqrt[{3}]{b}}-{\sqrt[{3}]{c}}}}={\frac {a({\sqrt[{3}]{b^{2}}}+{\sqrt[{3}]{bc}}+{\sqrt[{3}]{c^{2}}})}{b-c}}}
{\displaystyle {\frac {a}{{\sqrt[{3}]{b}}+{\sqrt[{3}]{c}}}}={\frac {a({\sqrt[{3}]{b^{2}}}-{\sqrt[{3}]{bc}}+{\sqrt[{3}]{c^{2}}})}{b+c}}}

## Complexe wortels

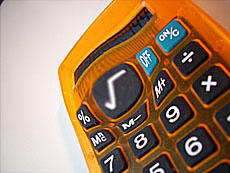
Wortelknop op een rekenmachine

Met behulp van de opvatting van worteltrekken als machtsverheffen kunnen ook wortels uit complexe getallen gedefinieerd worden.
Algemeen geldt voor twee complexe getallen {\displaystyle z} en {\displaystyle w}:
{\displaystyle z^{w}=e^{w\log(z)}}
Daarmee laat zich de {\displaystyle n}-de-machtswortel van {\displaystyle z} definiëren door:
{\displaystyle {\sqrt[{n}]{z}}=e^{{\frac {1}{n}}\log(z)}}.
De wortel is op deze wijze dubbelzinnig bepaald. Er zijn in het algemeen {\displaystyle n} {\displaystyle n}-de-machtswortels van de vorm:
{\displaystyle e^{\frac {\log(a)+2\pi ik}{n}}} voor {\displaystyle k=1,\ldots ,n}.
Neemt men de hoofdwaarde van de logaritme, dan is de wortel uniek bepaald.
Voor de zo eenduidig bepaalde complexe wortels geldt niet meer algemeen de eigenschap:
{\displaystyle {\sqrt[{n}]{z_{1}}}\ {\sqrt[{n}]{z_{2}}}={\sqrt[{n}]{z_{1}z_{2}}}}
Het volgende tegenvoorbeeld laat dit zien:
{\displaystyle {\sqrt {-1}}\cdot {\sqrt {-1}}=i\cdot i=-1},
terwijl
{\displaystyle {\sqrt {-1\cdot -1}}={\sqrt {1}}=1}
In het algemeen geldt voor complexe getallen {\displaystyle a} en {\displaystyle b} en de met de hoofdwaarde bepaalde wortel:
{\displaystyle {\sqrt {a}}\cdot {\sqrt {b}}=e^{{\frac {1}{2}}\log(a)}e^{{\frac {1}{2}}\log(b)}=e^{{\frac {1}{2}}(\log(a)+\log(b))}}.
Anderzijds is:
{\displaystyle {\sqrt {ab}}=e^{{\frac {1}{2}}\log(ab)}}.
Hierin stelt {\displaystyle {\text{log}}} de hoofdwaarde van de logaritme voor. Omdat niet noodzakelijk geldt dat {\displaystyle \log(a)+\log(b)=\log(ab)}, is de genoemde eigenschap niet geldig voor willekeurige complexe getallen.
Op dezelfde manier kunnen ook wortels uit een quaternion {\displaystyle q} gedefinieerd worden. De verzameling van de {\displaystyle n}-de-machtswortels van {\displaystyle q} is:
{\displaystyle \left\{\exp \left({\frac {\ln(q)+2\pi lk}{n}}\right)\right\}}
waarbij {\displaystyle k} een willekeurig geheel getal voorstelt en {\displaystyle l} een willekeurige wortel van −1 is, dus zodanig dat {\displaystyle l^{2}=-1}. Er hoeft dus niet langer te gelden dat {\displaystyle l=i}. Meer bepaald geldt nu: {\displaystyle l={\frac {a-\Re (a)}{|a-\Re (a)|}}}.

## Herkomst √-teken
Leonhard Euler dacht dat het teken ontstaan was uit de r van radix, wortel. Later wees Duits onderzoek uit dat het wortelteken in Duitse handschriften rond 1500 is afgeleid uit een punt met een haal omhoog. Het teken verscheen het eerst in druk voor een vierkantswortel in 1525 in Die Coss van de Duitse wiskundige Christoph Rudolff, waar ook de tekens '+' en '−' in druk opdoken.